# Christine Laser
Christine Laser, född den 19 mars 1951 i Mattstedt, Tyskland, är en östtysk friidrottare inom mångkamp.
Hon tog OS-silver i femkamp vid friidrottstävlingarna 1976 i Montréal.